# Burretiokentia
Genre
Classification phylogénétique
Espèces de rang inférieur
- Burretiokentia dumasii
- Burretiokentia grandiflora
- Burretiokentia hapala
- Burretiokentia koghiensis
- Burretiokentia vieillardii

Synonymes
- Rhynchocarpa  Becc.

Burretiokentia est un genre de la famille des Arecaceae (Palmiers) comprenant des espèces natives de la Nouvelle-Calédonie.

## Classification
- Sous-famille es Arecoideae
  - Tribu des Areceae
    - Sous-tribu des Basseliniinae

## Espèces
- Burretiokentia dumasii Pintaud & Hodel, Principes 42: 160 (1998).
- Burretiokentia grandiflora Pintaud & Hodel, Principes 42: 162 (1998).
- Burretiokentia hapala H.E.Moore, Principes 13: 67 (1969).
- Burretiokentia koghiensis Pintaud & Hodel, Principes 42: 164 (1998).
- Burretiokentia vieillardii (Brongn. & Gris) Pic.Serm., Webbia 11: 124 (1955).

## Liens externes

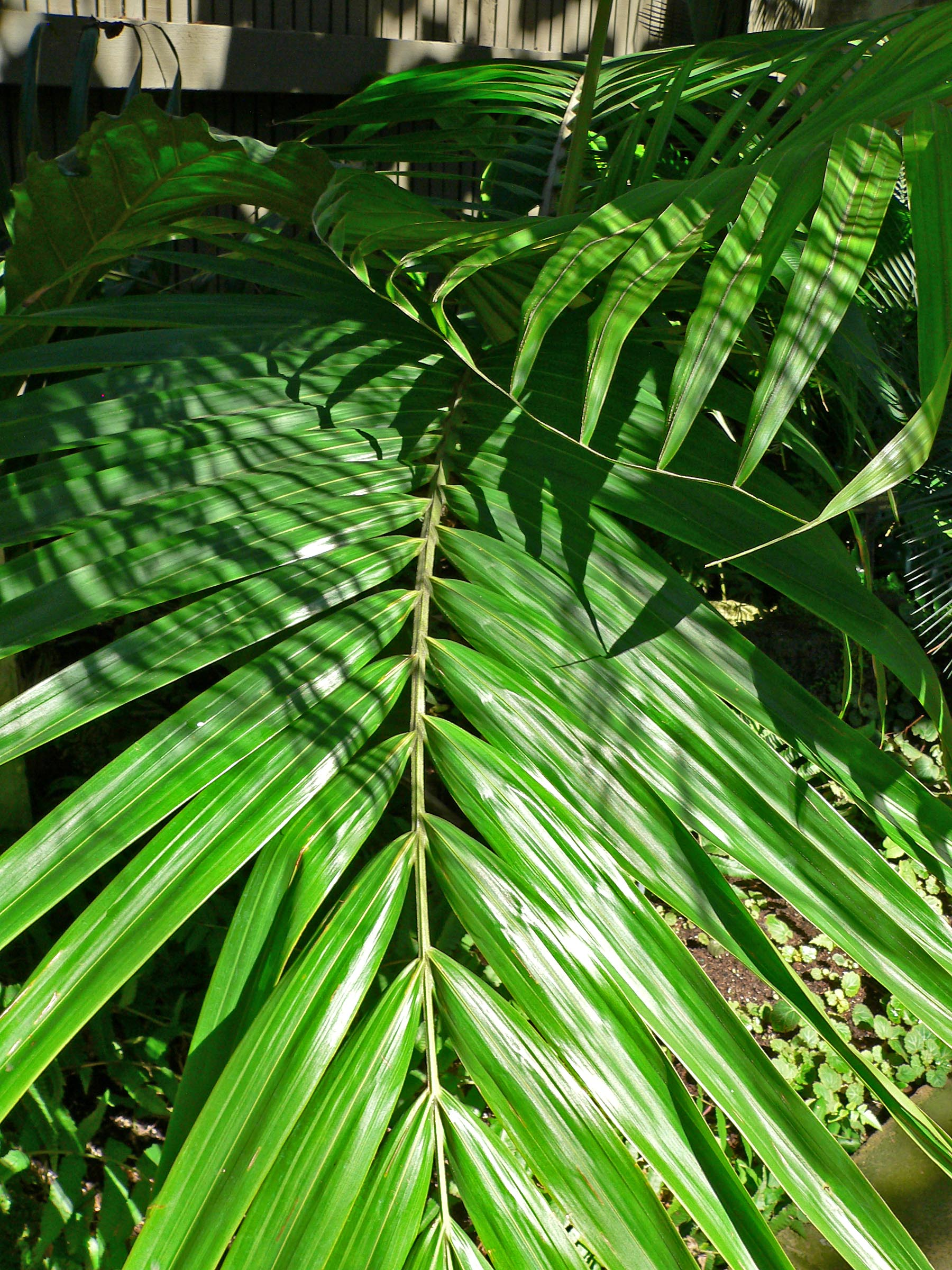
Burretiokentia vieillardii